# Klemens Delbrück

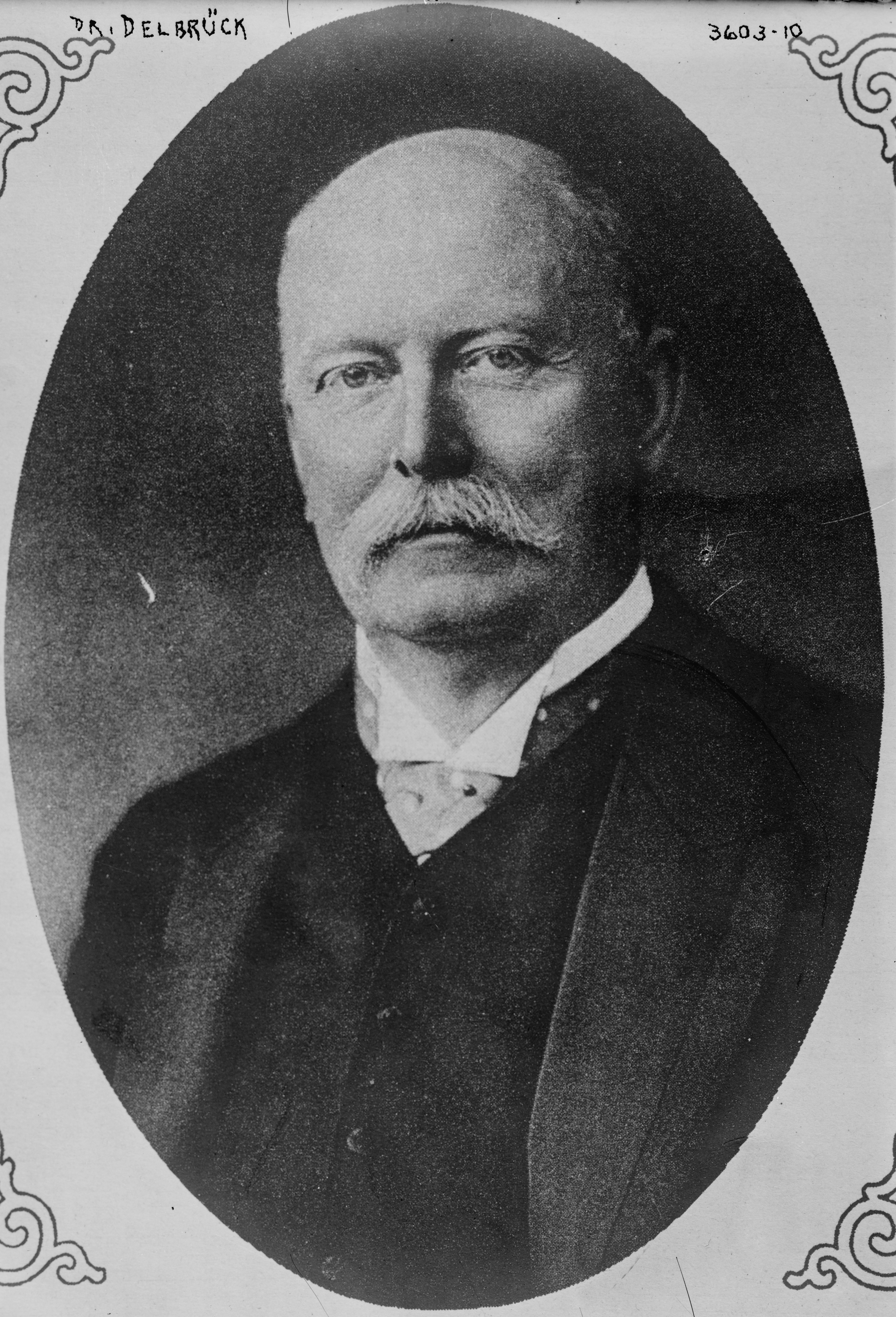
Klemens Delbrück

Klemens (of Clemens) Gottlieb Ernst (sinds 1916 von) Delbrück (Halle (Saale), 19 januari 1856 - Jena, 17 december 1921) was een Duits jurist en staatsman.
Hij studeerde rechten in Halle en Berlijn en maakte vervolgens snel carrière in Pruisische overheidsdienst. Hij werd in 1892 Regierungsrat in het Regierungsbezirk Danzig en was van 1896 tot 1902 burgemeester van de stad Danzig. Dit ambt verruilde hij in 1902 voor dat van eerste president van de provincie West-Pruisen.
In 1905 werd hij Pruisisch minister van Handel en Nijverheid en vervolgens in 1909 secretaris-generaal (staatssecretaris) van Binnenlandse Zaken van het Duitse Keizerrijk en vicekanselier. Hij organiseerde de Duitse oorlogseconomie in het begin van de Eerste Wereldoorlog en was in de regering van rijkskanselier Bethmann Hollweg de feitelijke leider van de Duitse binnenlandse politiek. Hij was van 1914 tot 1916 tevens vicepremier van Pruisen. Zijn aftreden als minister in 1916 leidde tot een kabinetswijziging.
In oktober en november 1918 was hij hoofd van de civiele kamer en in laatstgenoemde maand medeoprichter van de Deutschnationale Volkspartei. Hij was in 1919 lid van de Nationale Vergadering te Weimar en in 1920 lid van de Rijksdag. Hij stierf in 1921 op 65-jarige leeftijd.
Hans Graf von Bülow · Friedrich von Schuckmann · Gustav Adolf Ewald von Brenn · Erasmus Robert von Patow · Karl August Milde · Gustav von Bonin · August von der Heidt · Heinrich von Itzenplitz · Heinrich Achenbach · Albert von Maybach · Karl von Hoffmann · Otto von Bismarck · Hans von Berlepsch · Ludwig Brefeld · Theodor Möller · Klemens Delbrück · Reinhold von Sydow · Otto Fischbeck · Walther Schreiber · Friedrich Ernst · Alfred Hugenberg · Kurt Schmitt · Hjalmar Schacht · Hermann Göring · Walther Funk
- Gemeinsame Normdatei: 116057866
- International Standard Name Identifier: 0000 0001 1061 9016
- Library of Congress Control Number: n82037691
- Nationale Bibliotheek van Israël: 987007276010405171
- Nationale Bibliotheek van Polen: a0000002139682
- Virtual International Authority File: 49966587
- WorldCat: E39PBJy8x8qMbJpbbVXfX7TmBP